# Shintu Kibambe
Shintu Kibambe, född 1 maj 1965, är en friidrottare från Kongo-Kinshasa. Han deltog vid olympiska sommarspelen 1992.